# Továrna Ignaz Ginzkey & Co.
Soubor staveb továrny na koberce Ignaz Ginzkey & Co. (Teppich- und Deckenfabrik Ignatz Ginzkey & Co., Maffersdorf) je industriální památka v Liberci-Vratislavicích nad Nisou.

## Historie

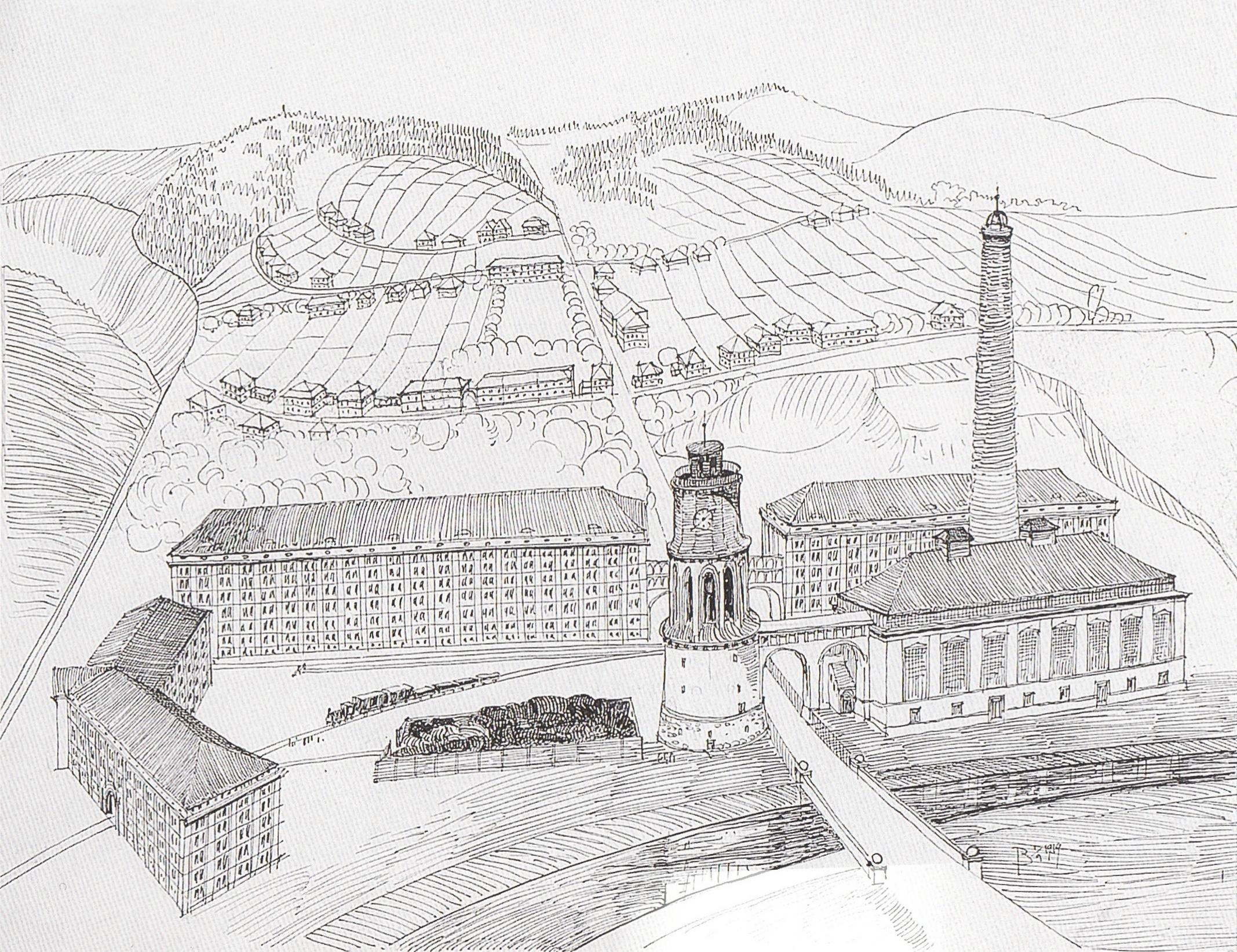
Bauerův projekt továrny, realizován pouze zčásti

Továrnu na koberce a přikrývky ve Vratislavicích nad Nisou vybudoval Ignaz Ginzkey (1819–1876) v letech 1847–1872. Jeho syn Willy (Wilhelm) Ginzkey (1856–1934) těsně před první světovou válkou pověřil architekta Leopolda Bauera celkovou přestavbou továrny. Projekt obsahoval zbudování nového energetického centra s vlastní elektrárnou a elektrifikaci celého závodu, dále zbudování nových výrobních a skladových hal, vstupní brány, dělnického sídliště s obchody, školou, divadlem a sportovišti. Tento projekt byl prezentován v knize Gesund wohnen und freudig arbeiten : Probleme unserer Zeit z roku 1919.
Z velkorysého projektu byla ale realizována pouze malá část. V letech 1916-1919 byla vybudována kotelna, elektrárna a zauhlovací a vodárenská věž. Ve velmi redukovaném rozsahu byla postavena budova skladu v roce 1924. Ještě v roce 1929 projektoval Bauer novou přádelnu. Ani ta ale nebyla realizována.
Po znárodnění továrny zde pokračovala výroba koberců (například populární Kovral) až do roku 1990.
V roce 2015 byly čtyři objekty zapsány jako kulturní památka (soubor staveb továrny na koberce Ignaz Ginzkey & Co.)

## Památkově chráněné objekty

### Zauhlovací a vodárenská věž

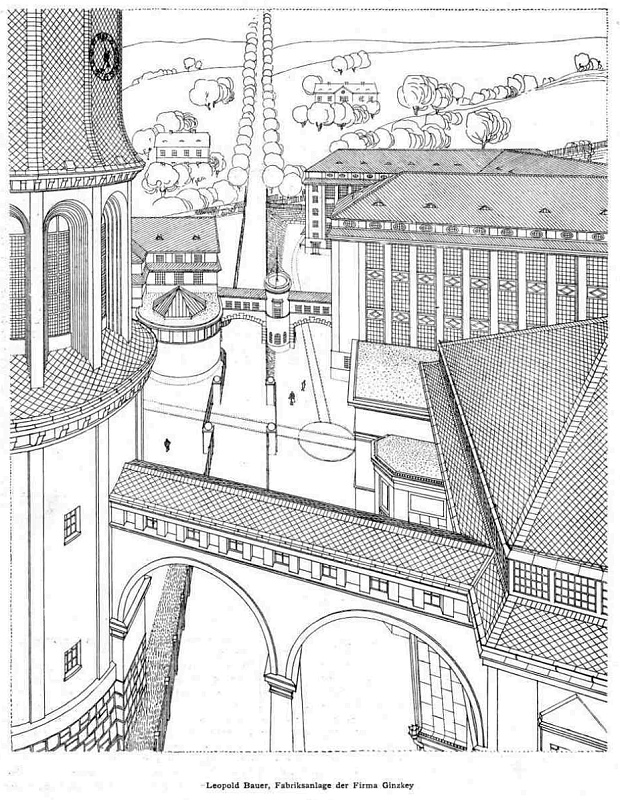
Leopold Bauer, projekt továrny Ginzkey ve Vratislavicích nad Nisou, nákresy z časopisu Der Architekt XXII, 1919

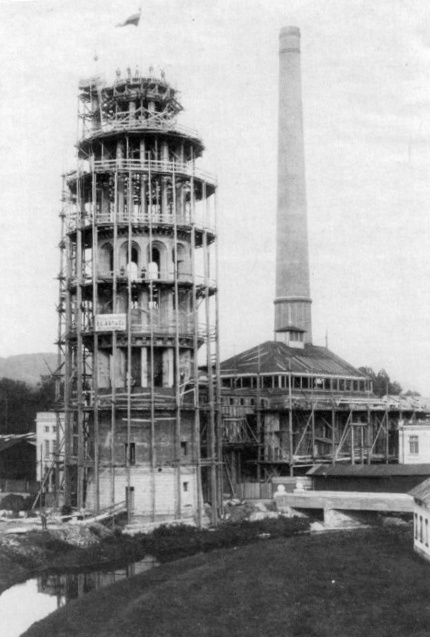
Stavba zauhlovací věže, před rokem 1919

Vodojemy průmyslových objektů bývají spojovány s jinými objekty. Častá je například kombinace vodojemu a továrního komínu. Kombinace vodojemu a zauhlovací věže je ale zcela unikátní. Výrazné architektonické zpracování z ní dělá charakteristickou dominantu továrny i celého města.

#### Popis
V podzemním podlaží byl zásobník pro kvalitnější uhlí, které bylo přiváženo po železniční vlečce až k patě věže. V prvním a druhém nadzemním podlaží byla umístěna strojovna, která zajišťovala dopravu uhlí a vody. Zásobník na uhelný prach a mour byl ve střední části věže, kam byl z vagonů čerpán pomocí vysavače. Zde byl míchán s uhlím a dopravníkem v mostku přes silnici přemisťován do kotelny. Nad touto úrovní se nacházel vodojem, jehož nádrž je snýtována z ocelových plátů. Vodojem sloužil výhradně pro potřeby provozu továrny. Nad vodojemem je vyhlídková terasa s malým osmibokým altánem. Věž je spojena s budovou kotelny zauhlovacím mostem o dvou obloukových polích.
Nosná konstrukce stavby je železobetonovým skeletem na půdorysu pravidelného dvanáctiúhelníku, stropy jsou trámové, v prvních dvou podlažích s centrálním sloupem a paprskovitými trámky. Strop nesoucí vodojem je z masivních železobetonových trámů.
Na přelomu šedesátých a sedmdesátých let byla změněna technologie vytápění z uhlí a uhelného prachu na mazut. Vodojem byl přebudován na zásobník mazutu.

#### 21. století
Stavba v devadesátých letech 20. století ztratila svou funkci. Od té doby je využívána pouze jako nosič vysílačů telefonních operátorů.

#### Zauhlovačka
O záchranu a zpřístupnění věže se od roku 2015 zasazuje spolek dobrovolníků AvantgArt, vedený Jitkou Jakubičkovou. Dobrovolníci věž vyčistili a zpřístupnili dolní dvě podlaží. Konají se zde výstavy, koncerty, společenské a zábavní akce a symposia.

### Kotelna s elektrárnou
Budova kotelny s elektrárnou má obdélníkový půdorys. Na západní straně je spojena mostkem se zauhlovací a vodárenskou věží. Elektrárna se nacházela na severní straně objektu. Cihlový tovární komín prochází střechou kotelny. V kotelně jsou zbytky původních kotlů.

### Spojovací mostek
Mostek spojuje zauhlovací věž s kotelnou, původně jím vedl pásový dopravník transportující uhlí. Most je postaven z cihelného zdiva, most je dvouobloukový se středním pilířem. Vnitřní prostor je osvětlen okny, v průčelí jsou prostřídána se okny slepými. Můstek je kryt sedlovou střechou. Po přestavbě kotelny na mazut tudy vedlo mazutové potrubí.

### Silniční most
Silniční most přes Lužickou Nisu umožňuje přístup do areálu továrny od jihu. Dnes je součástí místní komunikace v Rumburské ulici.